# Barczewo (gmina)
Pour la ville, voir Barczewo.
Barczewo est une gmina mixte du powiat de Olsztyn, Varmie-Mazurie, dans le nord de la Pologne. Son siège est la ville de Barczewo, qui se situe environ 14 km au nord-est de la capitale régionale Olsztyn.
La gmina couvre une superficie de 319,85 km2 pour une population de 16 525 habitants.

## Géographie
Outre la ville de Barczewo, la gmina inclut les villages de Barczewko, Barczewski Dwór, Bark, Bartołty Małe, Bartołty Wielkie, Biedowo, Bogdany, Czerwony Bór, Dąbrówka Mała, Dadaj, Dobrąg, Gaj, Jedzbark, Kaplityny, Kierzbuń, Kierźliny, Klimkowo, Klucznik, Kołaki, Koronowo, Kromerowo, Kronówko, Kronowo, Krupoliny, Lamkówko, Lamkowo, Łapka, Łęgajny, Leszno, Leszno Małe, Maruny, Mokiny, Niedźwiedź, Nikielkowo, Odryty, Orzechówko, Próle, Radosty, Ramsówko, Ramsowo, Rejczuchy, Ruszajny, Rycybałt, Sapunki, Sapuny, Skajboty, Stare Włóki, Studzianek, Szynowo, Tęguty, Tumiany, Wipsowo, Wójtowo, Wrocikowo, Zalesie et Żarek.
La gmina borde la ville d'Olsztyn et les gminy de Biskupiec, Dywity, Dźwierzuty, Jeziorany et Purda.